# 萨拉伊·帕尔
萨拉伊·帕尔（1915年9月3日—1994年1月16日）曾是一位匈牙利高阶警员，也是一个箭十字黨成员。1945年，他和瑞典外交官拉乌尔·瓦伦贝格一起在布达佩斯犹太人隔都解救了上百名匈牙利犹太人。2009年，以色列政府向萨拉伊追授國際義人奖。 